# ريان سيلرز
ريان سيلرز (بالإنجليزية: Ryan Sellers)‏ هو لاعب كرة قدم بريطاني في مركز الدفاع، ولد في 13 أكتوبر 1994 في Mill Hill ‏ في المملكة المتحدة. لعب مع بولتون واندررز وويكمب وندررز.

## وصلات خارجية
- ريان سيلرز على موقع قاعدة بيانات كرة القدم.إي يو (الإنجليزية)
- ريان سيلرز على موقع Soccerbase.com (لاعب) (الإنجليزية)
- ريان سيلرز على موقع Soccerway.com (الإنجليزية)